# 南阿特爾伯勒 (麻薩諸塞州)
南阿特爾伯勒（英語：South Attleborough）是位於美國麻薩諸塞州布里斯托縣的一個非建制地區。

## 地理
南阿特爾伯勒所處的海拔為高於海平面31米（即102英呎），而該地所採用的時區為UTC-5，即北美东部時區（EST）。同時該地設有夏令時間，為UTC-5調快一小時，即UTC-4（EDT）。